# Rafael Ampar
Rafael Schlaterowitsch Ampar (abchasisch Рафаель Амҧар; russisch Рафаэль Шлатерович Ампар; * 1964) ist ein abchasischer Politiker.

## Leben und Karriere
Rafael Ampar wurde 1964 geboren und kam mit 13 Jahren in ein Sportinternat in Rostow am Don. Nach seinem Schulabschluss bekam er ein Vertragsangebot des dort ansässigen SKA Rostow, entschied sich aber dann dazu, bei Dinamo Suchum in Abchasien zu spielen. Nach gesundheitlichen Problemen musste er seine Karriere als Profifußballer allerdings aufgeben. Als seine Heimat Abchasien Anfang der 1990er-Jahre de facto unabhängig wurde, arbeitete Ampar beim neugegründeten abchasischen Fußballverband. Am 24. März 2005 wurde er zum Vorsitzenden des Staatlichen Komitees für Jugend und Sport ernannt, was dem Amt der Sport- und Jugendministers entspricht. Nach der Präsidentschaftswahl in Abchasien 2011 trat Ampar am 28. Oktober 2011 sein Amt ab.